# Pseudojuloides severnsi
Pseudojuloides severnsi là một loài cá biển thuộc chi Pseudojuloides trong họ Cá bàng chài. Loài này được mô tả lần đầu tiên vào năm 2000.

## Từ nguyên
Từ định danh của loài được đặt theo tên của Mike Severns, người đã thu thập các mẫu vật của các loài cá này ở ngoài khơi đảo Alor, Indonesia.

## Phạm vi phân bố và môi trường sống
P. severnsi có phạm vi phân bố ở Ấn Độ Dương và Tây Thái Bình Dương. Loài này đã được ghi nhận tại vùng biển Nam Nhật Bản và quần đảo Ryukyu; đảo Saipan; Philippines; Indonesia (đảo Alor, Sumba và Tây Papua); Sri Lanka. Loài này nhiều khả năng có phạm vi phân bố rộng hơn ở Đông Ấn Độ Dương và Tây Thái Bình Dương.
Chúng sống trên nền đáy đá vụn, gần các rạn san hô và đá ngầm ở độ sâu trong khoảng từ 50 đến 60 m.

## Mô tả
P. severnsi có chiều dài cơ thể tối đa được ghi nhận là 9,2 cm. Chúng là loài dị hình giới tính và có thể là một loài lưỡng tính tiền nữ.
Cá đực: Có một vùng màu đen từ sau mắt lan rộng sang đỉnh đầu, xuống hai bên lườn thân trước. Vùng cơ thể còn lại có màu vàng tươi. Có hai dải sọc màu xanh lam tím: một dải từ hàm trên băng lên mắt, dải còn lại từ khoé miệng vòng xuống mắt, băng qua đầu đến mang, vòng xuống dưới mảng màu đen và kéo dài đến đuôi. Hai bên thân còn có một đường sọc giữa màu xanh chạy dọc theo chiều dài của thân. Cá đực có vây lưng và vây hậu môn trong suốt, hơi ánh màu xanh ngọc với dải màu cam dọc theo chiều dài của vây. Vây đuôi đen ở hai thùy; giữa vây có màu cam nhạt. Vây bụng có màu vàng nhạt. Mống mắt màu vàng, có vòng đỏ.
Cá cái có thân trên màu đỏ da cam, chuyển sang màu trắng ở bụng và thân dưới. Vây ngực trong suốt; các vây còn lại màu trắng, có tia và gai màu đỏ cam nhạt. Mống mắt màu vàng kim, có vòng đỏ nhạt.
Số gai ở vây lưng: 9; Số tia vây ở vây lưng: 11; Số gai ở vây hậu môn: 3; Số tia vây ở vây hậu môn: 12; Số tia vây ở vây ngực: 13; Số gai ở vây bụng: 1; Số tia vây ở vây bụng: 5.

## Sinh thái và hành vi
P. severnsi sống theo từng nhóm nhỏ, với một con đực trưởng thành thống trị những con cá cái trong hậu cung của nó. Thức ăn của chúng là những sinh vật đáy.

### Trích dẫn
- "Pseudojuloides severnsi, a new species of wrasse from Indonesia and Sri Lanka (Perciformes: Labridae)" (PDF). Journal of South Asian Natural History. Quyển 5 số 1. 2000. tr. 1–5. {{Chú thích tạp chí}}: Đã bỏ qua tham số không rõ |authors= (trợ giúp)